# ドゥルス・グリューンバイン
ドゥルス・グリューンバイン（Durs Grünbein, 1962年10月9日 - ）は、ドイツの詩人。

## 経歴
ドレスデンに生まれる。早くからノヴァーリスやフリードリヒ・ヘルダーリンに傾倒し詩作を試み、17歳のときエズラ・パウンドの叙事詩『キャントーズ』に出会いその後の詩作を方向付けられた。1984年にベルリンに住まいを移し、ベルリン大学で2年間演劇学を学び、その間古今の文学作品や量子物理学、神経医学に触れた。
1985年より本格的に執筆活動を開始、劇作家ハイナー・ミュラーにただちに見出され、1988年には初の詩集『Grauzone morgens』をズーアカンプ社から出版。以後短期間のうちに名声を高めた。詩作のほかにエッセイストとしても活動しているほか、翻訳家としてアイスキュロスの『ペルシア人』『テーバイを攻める七将』、小セネカの『チュエステス』のドイツ語訳を手がけている。1999年と2002年に来日しており、その際ドイツ語俳句による旅日記を制作した。

## 受賞歴
- 1995年 ゲオルク・ビューヒナー賞
- 2008年 プール・ル・メリット勲章
- 2012年 トーマス・トランストロンメル賞